# Carl Stooss
Carl Stooss (também: Carl Stooß) (Berna - 13 de outubro de 1849, Graz - 24 de fevereiro de 1934) foi um jurista suíço, especialista em Direito Penal. É considerado o responsável intelectual pelo Código Penal Suíço. 

## Biographia
Carl Stooss nasceu em Berna, onde freqoentou a escola. Em 1868, começou a estudar na Universidade de Berna, onde obteve sua licenciatura em direito. Ele se juntou à fraternidade Zofingia, e foi eleito presidente da organização nos anos 1871-1872. Depois de alguns semestres no exterior, nas universidades de Leipzig e de Heidelberg, se formou em Direito em 1873. Posteriormente, praticou advocacia, foi Presidente do Tribunal de Justiça, e a partir de 1879 Privatdozent de Direito Civil e Processo Civil na Universidade de Berna. Em 1882, ele foi eleito Professor catedrático de Direito Penal, Processo Penal e Processo Civil. Em 1885, ele renunciou o seu cargo, e foi temporariamente um membro do Supremo Tribunal de Berna. Em 1890, voltou a dar aulas em Berna, dessa vez de direito penal e de direito federal suíço comparado.
Entre 1890 e 1896, ele trabalhou para o Ministério Federal da Justiça e Polícia para unificar e padronizar a legislação penal da Suíça. Em 1890, ele publicou um livro que virou referência de direito penal (Die schweizerischen Strafgesetzbücher zur Vergleichung zusammengestellt), e dois anos mais tarde publicou outra de suas obras mais bem conhecidas sobre os princípios do direito penal suiço. Finalmente, ele publicou, em 1893, sua versão preliminar de um projeto para um código penal suiço, que foi a base do código penal que entrou em vigor em 1942. Nela, ele sugeriu complementar o tradicional sistema penal com um sistema de sanções, que desempenharam um importante papel na política criminal Europeia do século XX.
Por razões financeiras, ele perseguiu uma nomeação para ser professor de direito penal na Universidade de Viena. Em 1919 tornou-se professor emérito. Se aposentou em 1923 e se mudou para Graz, onde faleceu aos 84 anos de idade.
Em 1936, foi homenageado com o nome da rua Stoosberg Alley em 1936, no bairro de Floridsdorf, em Viena.

## Obras Publicadas
- Die schweizerischen Strafgesetzbücher zur Vergleichung zusammengestellt. Basel und Genf, 1890.
- Die Grundzüge des schweizerischen Strafrechts. Im Auftrage des Bundesrathes vergleichend dargestellt. Basel und Genf, 1892–1893. (online, PDF)
- Vorentwurf zu einem Schweizerischen Strafgesetzbuch: Allgemeiner Teil. Im Auftrage des Bundesrathes ausgearbeitet von Carl Stooss. Basel und Genf, 1893.
- Chirurgische Operation und ärztliche Behandlung: Eine strafrechtliche Studie. Berlin, 1898.
- Lehrbuch des österreichischen Strafrechts. 1908 (2. Auflage 1913).
- Carl Stooss, Rechtswissenschaft der Gegenwart in Selbstdarstellungen, Band 2, Leipzig, 1924.

## Leia Também
- Ernst Hafter: Carl Stoos 1949–1934. In: Schweizer Juristen der letzten hundert Jahre. Schulthess, Zürich 1945, S. 361 ff.

## Ligações Externas
- Literatura de e sobre Carl Stooss (em alemão) no catálogo da Biblioteca Nacional da Alemanha
- Christoph Zürcher: Stooss, Carl no Dicionário histórico da Suíça
- Literatur von Carl Stooss im Katalog der Schweizerischen Nationalbibliothek